# 王先霈
王先霈（1939年7月2日—），笔名姜希礽、冼佩，男，江西九江人，中国文艺学家、文学评论学家，华中师范大学教授，湖北省作家协会原主席，中国作家协会名誉委员。